# Іванівка (зупинний пункт)
Іванівка — пасажирський зупинний пункт Полтавської дирекції Південної залізниці на лінії Гребінка — Ромодан між станціями Лазірки (відстань 6 км) та Вили (відстань 7 км). Розташований за 2 км від села Іванівка Оржицького району Полтавської області.

## Історія
Зупиний пункт облаштовано 1958 року. 1996 року електрифікований в складі дільниці Гребінка — Лубни.